# Региональные выборы в Пьемонте (2014)
Региональные выборы в Пьемонте 2014 года прошли 25 мая 2014 года.
Это были внеочередные выборы, вызванные роспуском Регионального совета Региональным административным трибуналом на том основании, что в одном из списков поддержки Роберто Кота (Лига Севера) на региональных выборах 2010 года (в ходе которых Кота почти победил действующего губернатора Демократической партии Мерчедес Брессо) были допущены нарушения при заполнении списков кандидатов на выборах.
В 2014 году Кота решил больше не баллотироваться на пост губернатора, и партии, составляющие его коалицию, не смогли договориться о едином кандидате, в результате чего Серджо Кьямпарино, демократ, занимавший пост мэра Турина с 2001 по 2011 год, одержал убедительную победу.

## Результаты
|                                                                      |                          |           |       |       |
| Кандидаты                                                            | Кандидаты                | Голоса    | %     | Места |
|                                                                      | Серджо Кьямпарино        | 1 057 031 | 47,09 | 11    |
|                                                                      | Гильберто Пичетто Фратин | 495 993   | 22,09 | 1     |
|                                                                      | Давиде Боно              | 481 453   | 21,45 | -     |
|                                                                      | Гвиде Крозетто           | 117 807   | 5,24  | -     |
|                                                                      | Энрико Коста             | 67 025    | 2,98  | -     |
|                                                                      | Мауро Филингери          | 25 193    | 1,12  | -     |
| Итого                                                                | Итого                    | 2 244 502 | 100   | 12    |
| Источник: Ministry of the Interior — Historical Archive of Elections |                          |           |       |       |